# الیاس در اسلام
الیاس از پیامبران خدا (الله) بود که برای هدایت بنی‌اسرائیل فرستاده شد. به وی رسالت نبوی باز داشتن مردمش از پرستش بت‌ها داده شد. الیاس سلف نبوی الیسع بود. برخی دانشوران اسلامی باور دارند که الیاس از نسل هارون است.
برخی مسلمانان باور دارند که الیاس هنوز زنده است و هر سال در مراسم حج در کنار خضر شرکت می‌کند. برخی مسلمانان همچنین باور دارند که الیاس در آخرالزمان باز خواهد گشت.